# 練馬区立練馬第三小学校

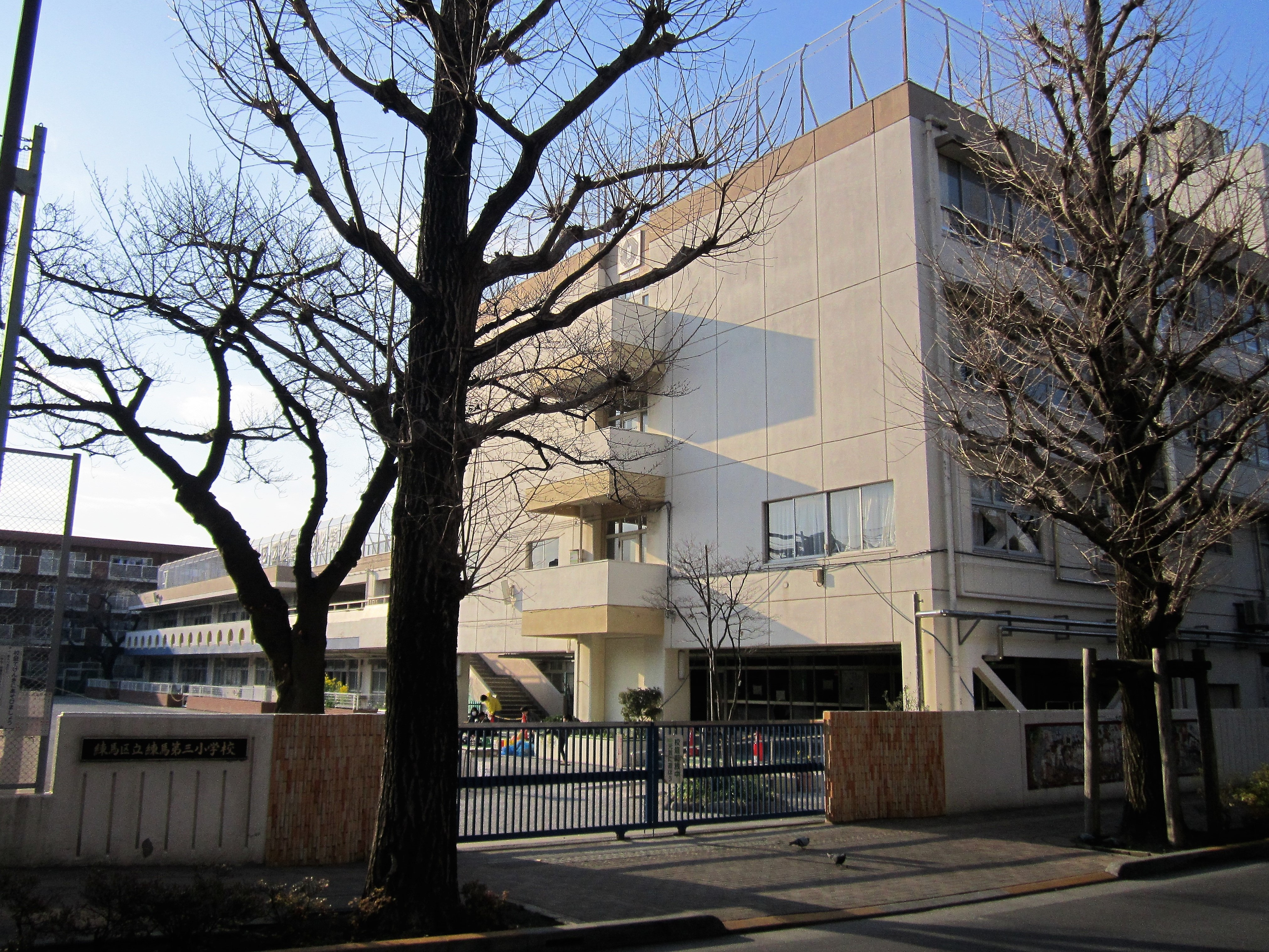
練馬区立練馬第三小学校

練馬区立練馬第三小学校（ねりまくりつねりまだいさんしょうがっこう）とは、東京都練馬区にある公立の小学校である。略称は練三（ねりさん）、練三小（ねりさんしょう）。

## 沿革
- 1976年（昭和51年）4月1日 - 開校

## 所在地
- 〒176-0021 東京都練馬区貫井1-36-15
  - 最寄り駅：西武池袋線 中村橋駅

## その他
- 当小学校はニチバンの工場跡に建てられたが、その廃工場を利用して、『太陽にほえろ!』のジーパン刑事の殉職シーンが撮影された。